# Кавендиш-Бентинк, Уильям Генри
Лорд Уильям Генри Кавендиш-Бентинк (англ. William Henry Cavendish-Bentinck; 14 сентября 1774 — 17 июня 1839, Париж) — британский государственный деятель из рода Бентинков, генерал-губернатор Индии в 1828—1835 годах. Сын премьер-министра герцога Портлендского.
В 29 лет Бентинк был назначен губернатором Мадраса. Когда в июне 1806 года индийские солдаты взбунтовались из-за приказа сбрить бороды и запрета на ношение тюрбанов, Бентинк вместо того, чтобы отозвать спорный приказ, подавил восстание, что обернулось тяжёлыми потерями. Его поведение во время мятежа было сочтено предосудительным, и он был отозван в Европу.
Вслед за тем он руководил обороной Сицилии от Наполеона, причём, будучи вигом самых либеральных убеждений, добился отстранения короля Фердинанда, изгнания Марии Каролины Австрийской и принятия конституции по английскому образцу. Его независимая манера поведения вызывала беспокойство в Лондоне и Вене, однако в Италии он оставался до самой высадки англичан в Генуе в 1815 году.
По возвращении на родину избрался в Британский парламент и на предложение вернуться на пост мадрасского губернатора ответил отказом. В 1828 году получил назначение генерал-губернатором Индии, финансы которой были в тот момент в весьма расстроенном состоянии. Свою задачу видел в смягчении нравов и просвещении умов по западному либеральному образцу. Его верным соратником в этом деле стал видный оратор и публицист Томас Маколей.
С именем Бентинка связано зарождение в Индии системы народного образования. Он стимулировал использование в качестве дипломатического языка при дворах местных правителей английского вместо фарси и санскрита, что способствовало единению страны под британским знаменем. Запретил индуистский обычай сати (самосожжение вдовы на погребальном костре мужа), браки несовершеннолетних и повёл решительную борьбу с сектой тугов, промышлявшей ритуальными убийствами и грабежами.